# Веткин, Василий Петрович
Василий Петрович Веткин (род. 25 июля 1993, Новокуйбышевск, Самарская область) — российский боксёр, двукратный чемпион России (2013, 2015), участник Европейских игр 2015 года, мастер спорта России международного класса. Студент факультета физкультуры и спорта Самарского государственного социально-педагогического университета.
Проходил подготовку в новокуйбышевской Специализированной детско-юношеской спортивной школе олимпийского резерва под руководством заслуженного тренера России Юрия Николаевича Хорошева.

## Спортивные результаты
- Летние юношеские Олимпийские игры 2010 года — 5 место;
- Первенство Европы по боксу среди юниоров 2011 года — ;
- Первенство Европы по боксу среди молодёжи 2012 года — ;
- Чемпионат России по боксу 2013 года — ;
- Чемпионат России по боксу 2014 года — ;
- Чемпионат России по боксу 2015 года — ;